# Estación Elqui
Elqui (anteriormente conocida como Algarrobal) fue una estación de ferrocarril que se hallaba en la localidad homónima, dentro de la comuna de Vicuña, en la Región de Coquimbo de Chile. Fue parte del ramal La Serena-Rivadavia, y actualmente se encuentra inactiva dado que la línea fue levantada.

## Historia
Si bien el tramo donde se ubicaba la estación fue construido como parte de la última etapa del ferrocarril que unía La Serena con Rivadavia y que fue inaugurado el 12 de abril de 1886 entre las estaciones Vicuña y Rivadavia, Enrique Espinoza no consigna la estación en 1897, mientras que José Olayo López en 1910 y Santiago Marín Vicuña en 1916 sí la incluyen en sus listados de estaciones ferroviarias bajo el nombre de «Algarrobal».
El cambio de nombre de la estación ocurrió mediante decreto del 4 de febrero de 1916. En mapas oficiales de 1929 la estación aparece bajo el nuevo nombre de «Elqui». La estación se encontraba a una altitud de 768 m s. n. m. La estación no aparece consignada en mapas de la Empresa de los Ferrocarriles del Estado de 1958, por lo que fue clausurada antes del cierre del ramal en 1975.